# Hart in Aktie
Hart in Aktie is een Nederlands televisieprogramma van SBS6 waarin mensen worden geholpen met problemen. Het kunnen grote problemen zijn, maar ook kleine problemen. Zo wordt er weleens een heel huis verbouwd, maar ook gewoon een dagje uit voor een persoon die het speciaal verdient vanwege een lastige periode.
Het programma is oorspronkelijk een spin-off van het SBS6-programma Hart van Nederland, waarin regelmatig misstanden werden gesignaleerd. In Hart in Aktie werden deze problemen opgelost. Later kwam het programma volledig los te staan van Hart van Nederland.
Het programma werd tot medio 2010 uitgezonden op SBS6. Later in 2010 maakte SBS6 bekend voorlopig geen nieuwe afleveringen meer te produceren. Na dit besluit is Natasja Froger overgestapt naar RTL 4.
In het najaar van 2011 wordt er een nieuwe reeks uitgezonden met Leontine Borsato als presentatrice.
Op 8 december 2016 is het bekendgemaakt dat Hart in Aktie in het voorjaar van 2017 terugkeert na vijf jaar afwezigheid, met deze keer Airen Mylene als presentatrice. Vanwege tegenvallende kijkcijfers stopte het na 2 seizoenen. 
In het voorjaar van 2020 keerde het programma  terug op SBS6, de presentatie is sindsdien weer in handen van Wendy van Dijk (de oorspronkelijke presentatrice van het programma).

## Presentatie
- Wendy van Dijk (2000-2006, 2020-2021)
- Natasja Froger (2006-2010)
- Leontine Borsato (2011-2012)
- Airen Mylene (2017)

## Prijzen
- Het programma won in 2003 de Gouden Televizier-Ring.[2]